# Момичето и змеят
„Момичето и змеят“ е български игрално-телевизионен филм (детски, приключенски, приказка, фентъзи) от 1979 година на режисьора Илко Дундаков, по сценарий на Камен Русев. Оператор е Венец Димитров. Музиката във филма е композирана от Ангел Михайлов. Художник Борис Нешев..

## Актьорски състав
| Изпълнител           | Роля                                                |
| -------------------- | --------------------------------------------------- |
| Марина Герова (дете) | Надежда (Надя)                                      |
| Мирослав Моравец     | Змея, владетел на Долната земя                      |
| Георги Кишкилов      | Мирилай, магьосникът от Стъкленото поле             |
| Иван Цветарски       | гарванът Клюнов, магьосник, главен съветник на Змея |
| Петър Петров         | професор-сеизмолог                                  |
| Алоис Швехлик        | музикантът Веселинов, бащата на Надя                |
| Петър Карапетров     |                                                     |
| Георги Стоянов       | биохимик                                            |
| Франтишек Швихлик    |                                                     |
| Катерина Фрибова     |                                                     |
| Оскар Хак            |                                                     |
| Таня Вучкова         |                                                     |
| Карел Белохрадски    |                                                     |
| Цани Цанов           |                                                     |
| Михаела Виткова      |                                                     |
| Катя Костова         |                                                     |
| Йордан Раков         |                                                     |